# Ercolano Salvi

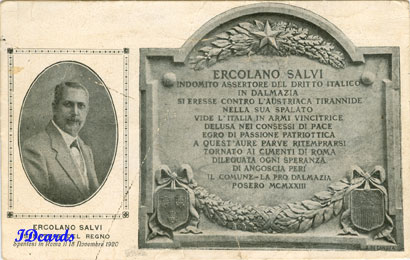
Ercolano Salvi in una cartolina irredentistica degli anni '20 del '900 - fonte: www.istriadalmaziacards.com

Ercolano Salvi (Spalato, 1861 – Roma, 18 novembre 1920) è stato un politico e patriota italiano.

## I primi anni
Dopo gli studi a Spalato, si laureò in legge all'Università di Graz. Tornato nella sua città natale, entrò in politica all'interno del Partito Autonomista e diviene uno dei più stretti collaboratori del capo storico dell'autonomismo dalmata filo-italiano, Antonio Bajamonti. Alla morte di questi (1891), appena trentenne gli succede alla guida della comunità italiana di Spalato e il 12 agosto 1891 viene eletto deputato alla Dieta provinciale della Dalmazia, come rappresentante della Camera di Commercio di Zara.

## La lotta per gli italiani della Dalmazia
Nei resoconti della Dieta della Dalmazia resta testimonianza di decine di discorsi ed accesi dibattiti nei quali fu coinvolto Salvi, che difende l'autonomia della Dalmazia di fronte al Partito del Popolo croato, che invece ne richiede l'unificazione col Regno di Croazia e Slavonia all'interno dell'Impero Austroungarico. Tale contrapposizione in questi anni è più o meno marcata, a seconda della maggiore o minore intromissione delle autorità di Vienna nelle questioni interne alla regione e dell'armonia o meno dei rapporti fra croati e serbi. La cosa terminò definitivamente coll'inasprirsi delle tendenze unioniste dei dalmati croati e coll'intervento italiano in Libia nel 1911, che a seguito della sconfitta turca agì come detonatore per lo scatenamento delle guerre balcaniche e rinfocolò enormemente il nazionalismo dei popoli slavi della regione. Contestualmente il Partito autonomista - guidato da Roberto Ghiglianovich e da Salvi - passò ad una politica irredentistica, pur se esteriormente sempre fedele alla Corona d'Austria.
In questo periodo, Salvi svolge anche un'intensa attività giornalistica sui giornali filoautonomisti come Il Dalmata, L'Avvenire, La Difesa, impegnandosi anche nella Società Politica Dalmata e nella Pro Patria. Sciolta quest'ultima da un decreto asburgico del 1890, nel 1893 fonda il gruppo spalatino della Lega Nazionale, divenendone il presidente. Salvi rivendicherà in seguito una grossa parte del merito d'aver fatto aprire delle scuole italiane popolari (scuole elementari) della Lega Nazionale a Spalato, Sebenico, Ragusa, Curzola, Lesina e Veglia.

## La Grande Guerra
Nel 1915, all'entrata in guerra dell'Italia, Ercolano Salvi viene arrestato con l'accusa di alto tradimento. Viene internato prima a Dernis e poi a Tenin, poi incarcerato a Trento e infine confinato a Graz. Qui viene nuovamente incarcerato nel 1916, fino all'amnistia del 1917, concessa dall'imperatore Carlo nel 1917.

## La propaganda per l'annessione della Dalmazia
Tornato a Spalato, Salvi si trasferisce in Italia non appena terminato il conflitto per iniziare una frenetica attività propagandistica, soprattutto a favore dell'annessione della sua città al Regno d'Italia, non compresa nel Patto di Londra. Tiene discorsi nelle più importanti città del paese e contemporaneamente fa la spola fra Roma e Parigi, per seguire le trattative di pace rappresentandovi gli interessi dei dalmati italiani. Tra le altre iniziative, si fa promotore di una raccolta di firme, per chiedere l'annessione di Spalato all'Italia, raccogliendo oltre 8000 firme (su un totale di circa 18000 spalatini nel 1918). Nonostante che, stando all'ultimo censimento asburgico, gli italiani non risultavano arrivare, ormai neppure a 2000 unità a Spalato.
Richiamandosi simbolicamente agli antichi rapporti fra la Repubblica di Venezia e la Dalmazia, a gennaio del 1919 Salvi organizzò un importante convegno al Palazzo Ducale dell'antica capitale "per proclamarvi, in nome della tradizione storica di San Marco, il diritto di annessione della terra dalmata all'Italia". Invitato ad intervenire, Gabriele D'Annunzio invia quella Lettera ai Dalmati (indirizzata a Salvi e al traurino Giovanni Lubin e datata 14 gennaio 1919) con la quale diede inizio alla sua politica interventista che sfociò clamorosamente nell'impresa di Fiume.

## Il Trattato di Rapallo e la morte
Avuta notizia del Trattato di Rapallo del 12 novembre 1920 - con i quali l'Italia e il Regno dei Serbi, Croati e Sloveni si erano accordati sulla questione dei confini comuni e che escludeva l'annessione della Dalmazia all'Italia (ad esclusione di Zara e delle isole di Làgosta e Cazza) - Salvi e Ghiglianovich redigono un comunicato di protesta (13 novembre 1920), nel quale si condanna recisamente il governo di Roma.
Nei giorni immediatamente seguenti, Salvi ripete ancora pubblicamente la sua riprovazione, con infiammanti discorsi.
La sera del 16 novembre, al termine di un'ennesima perorazione, viene colto da un attacco cardiaco: muore due giorni dopo, poche ore dopo esser venuto a conoscenza della sua nomina a Senatore del Regno (15 novembre).
A Roma, Napoli e Trieste sono dedicate vie in suo onore.